# Privilegio (diritto comune)

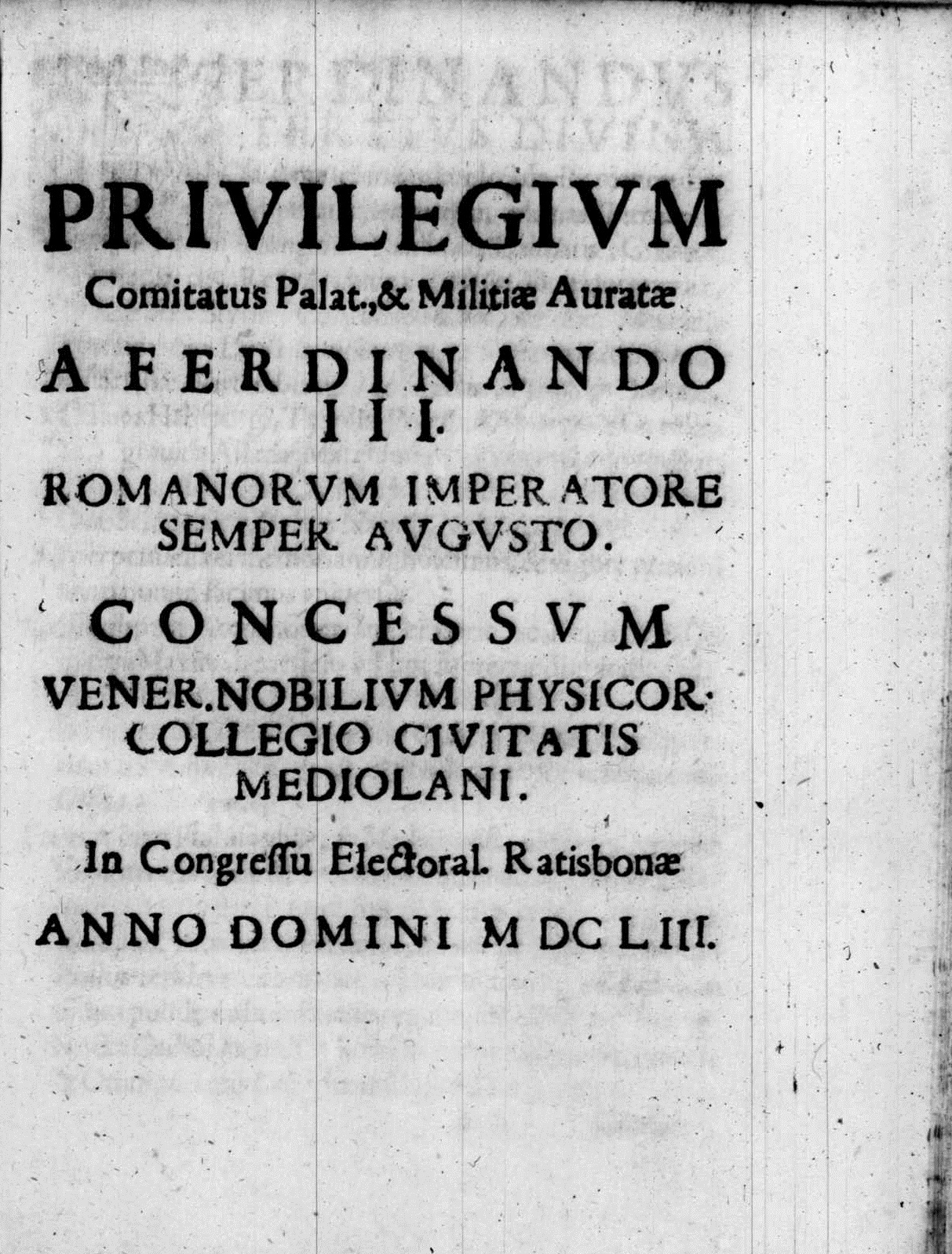
Privilegium comitatus palatinus et militiae auratae a Ferdinando Tertio, 1653. Questo privilegio fu concesso da Ferdinando III d'Asburgo, imperatore del Sacro Romano Impero, all'importante Collegio dei fisici (medici) di Milano.

Il privilegio (lat. privilegium) era, nel diritto comune, un vantaggio accordato dall'autorità a un singolo, a un gruppo, o a una comunità.

## Origine
Durante l'Impero romano, il privilegium (da lex - legge e privus - singolo, individuo) era una decisione giuridica che riguardava una singola persona, e che quindi non era applicabile né a gruppi di persone, né alla generalità dei soggetti. Pertanto, in epoca romana, i privilegia non avevano carattere legislativo e piuttosto stabilivano delle eccezioni rispetto alla normativa vigente. Il contenuto del privilegium poteva essere sia un diritto sia un obbligo.

## Medioevo e primo rinascimento
L'estensione del privilegio a gruppi, così come la trasmissione ereditaria dei privilegi, e il fatto che essi contenessero unicamente diritti (e non obblighi) sono sviluppi successivi alla caduta dell'Impero romano.
Nel medioevo e nel primo rinascimento la concessione di un privilegio comportava la creazione di nuove norme per singoli o gruppi, norme che assicuravano una posizione di vantaggio rispetto a chi dal privilegio era escluso. Il privilegio accordato a singoli individui poteva essere trasmesso per via ereditaria. Solo in casi eccezionale era possibile revocare il privilegio (ad esempio, per fellonia del privilegiato). Tuttavia, sino all'età moderna, vi furono privilegi che necessitavano di conferma a scadenza determinata (p. es. annuale).
Il diritto di concedere privilegi spettava a chi poteva trasmettere diritti o proprietà ai propri vassalli, ovvero, anzitutto, l'imperatore (o il re) e il papa. Ma anche un proprietario terriero poteva concedere privilegi a un proprio servo, per esempio affrancandolo dall'obbligo di qualche corvée.
I privilegi potevano avere per oggetto i più diversi beni e diritti: erano privilegi le donazioni ai propri sudditi, l'assegnazione di un monopolio, il diritto di conio, il diritto di avere uno stemma, l'esenzione da tributi e servizi, la possibilità di esercitare la giurisdizione. Anche il riconoscimento della condizione di città era un privilegio, perché gli abitanti di una città, per il solo fatto di esserlo, ottenevano un gran numero di diritti (per esempio erano uomini liberi).
L'insieme dei privilegi accordati agli stati, all'interno di un territorio, furono alla base dell'organizzazione statuale nel primo rinascimento: essi, infatti, definivano il rapporto tra il territorio (rappresentato dagli stati) e il principe, definendo quali diritti spettavano agli uni e quali all'altro. Nell'epoca dell'assolutismo, molti privilegi furono nuovamente avocati da parte delle monarchie.